# Castle Hill (California)
Castle Hill es un lugar designado por el censo ubicado en el condado de Contra Costa en el estado estadounidense de California. En el año 2010 tenía una población de 1.299 habitantes.

## Geografía
Castle Hill se encuentra ubicado en las coordenadas 37°52′22″N 122°3′26″O / 37.87278, -122.05722.